# 187125 Marxgyörgy
A 187125 Marxgyörgy (ideiglenes jelöléssel (187125) 2005 QD87) a Naprendszer kisbolygóövében található aszteroida. Piszkéstetőn fedezték fel 2005. augusztus 31-én.